# مقاطعة شاوانو (ويسكونسن)
مقاطعة شاوانو (بالإنجليزية: Shawano County, Wisconsin)‏ هي إحدى مقاطعات ولاية ويسكونسن في الولايات المتحدة. تأسست سنة 1853، وتبلغ مساحتها 909 ميل مربع (2,350 كـم2)، بلغ عدد سكانها 41949 نسمة في عام 2010 حسب إحصاء مكتب تعداد الولايات المتحدة .

## وصلات خارجية
- الموقع الرسمي
- United States Counties